# Университет Ниигаты

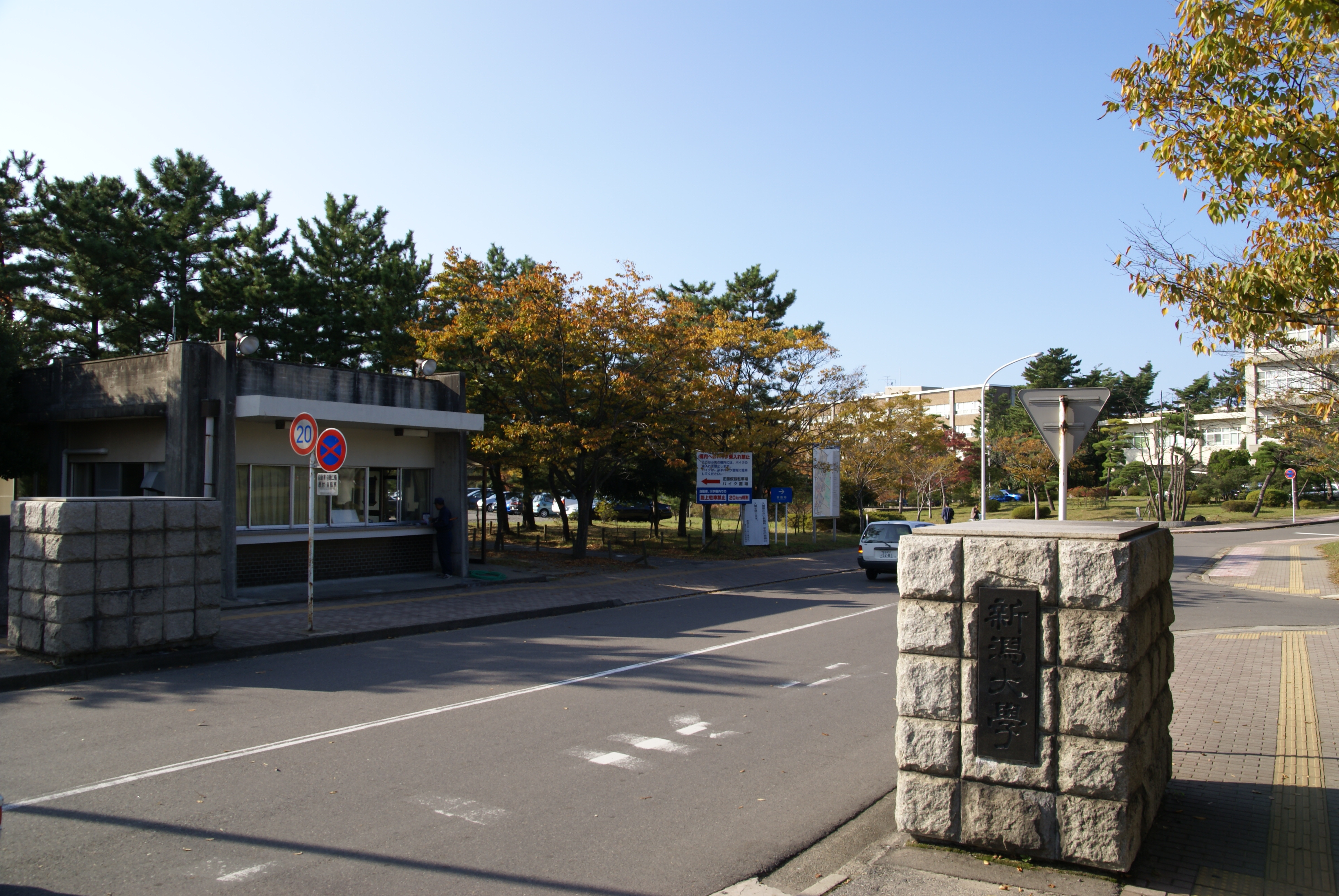
Кампус Икараcи

Ниигатский университет (яп. 新潟大学) — Японский национальный университет в Ниигате. Был создан в 1949 году на базе Ниигатского медицинского колледжа, основанного в 1922 году, и Ниигатской высшей школы, основанной в 1919 году. Это один из крупнейших японских национальных университетов.
Университет состоит из девяти факультетов и семи аспирантур (по состоянию на апрель 2010 года). Число студентов составляет около 12 000.
Факультеты и аспирантуры (кроме медицины и стоматологии) сосредоточены в кампусе Икараси. Медицинские факультеты расположены в кампусе Асахимати в центре города. Примыкающие школы (начальная школа, младшая средняя школа и школа для детей с особыми потребностями) расположены в районе Ниси Охата рядом с кампусом Асахимати (также в городе Нагаока). В здании рядом со станцией Ниигата есть небольшой кампус под названием Tokimate («Clic»), основная цель которого — непрерывное образование для взрослых.

## История
Университет был основан в 1870 году как больница Кёрицу. Был восстановлен в 1873 году как частная больница Ниигата, которая в 1877 году стала префектурной больницей.
В 1901 году в Тибе , Сендае , Окаяме , Канадзаве и Нагасаки было создано пять национальных медицинских школ. Муниципальные и префектурные власти Ниигаты потребовали от министерства образования создать Национальную медицинскую школу, но из-за Русско-Японской войны этот план был отложен . Позже, в 1910 году, была основана Ниигатская медицинская школа, а бывшая Ниигатская больница стала ее клиническим учреждением. В 1922 году медицинская школа была преобразована в Ниигатский медицинский колледж.
Муниципальные и префектурные органы власти Ниигаты и местные промышленные фирмы хотели, чтобы медицинский колледж был преобразован в имперский университет (так называемый университет Хокурику) и конкурировал с Канадзавой. Но до конца Второй мировой войны эти планы не осуществились.
В 1949 году в рамках новой образовательной системы Японии семь разных колледжей были объединены в Ниигатский университет. Во вновь открывшемся университете были факультеты гуманитарных наук, образования, науки, медицины, инженерии и сельского хозяйства.
В 1965 году был основан стоматологический факультет. В 1968 году факультеты (за исключением медицины и стоматологии) начали переезжать в новый кампус — Икараси. В 1977 году гуманитарный факультет был реорганизован в факультет права и литературы, а в 1980 году разделён на гуманитарный, юридический и экономический факультеты. В 2004 году университет вошёл в Национальную корпорацию университетов, а в 2017 году был создан колледж креативных исследований.

## Состав вуза[6]

### Бакалавриат
- гуманитарный факультет
- факультет образования
- юридический факультет
- факультет экономики
- факультет естественных наук
- медицинский факультет
  - школа медицины
  - школа медицинских наук
- стоматологический факультет
- инженерный факультет
- факультет сельского хозяйства
- колледж творческих наук

### Аспирантура
- высшая школа образования
- высшая школа современного общества и культуры
- высшая школа науки и техники
- высшая школа медицинских наук
- высшая школа медицинских и стоматологических наук
- высшая школа управления технологиями (профессиональный курс)
- юридическая школа (профессиональный курс)

### Центры услуг
- университетская библиотека
- медицинский и стоматологический госпитали
- институт исследований мозга
- центр трансдисциплинарных исследований
- научно-исследовательский центр по ликвидации последствий стихийных бедствий и по аварийному восстановлению
- научный центр общественного сотрудничества
- центр совместных исследований
- лаборатория венчурного бизнеса
- дочерние школы факультета образования
  - две начальные школы,
  - две младшие средние школы
  - детский сад
  - школа для детей с особыми потребностями
- морская биологическая станция
- полевой центр по устойчивому развитию сельского и лесного хозяйства (факультет сельского хозяйства)
- институт нефрологии (высшая школа медицинских и стоматологических наук)

## Символика
Эмблема университета — «Рикка» — символизирует форму снежного кристалла.